# Джордж Ґрей, 1-й баронет
Сер Джордж Ґрей, 1-й баронет, KCB (10 жовтня 1767 — 3 жовтня 1828) — офіцер Королівського флоту Великої Британії. Він служив капітаном і командувачем Середземноморського флоту. Він вступив до Королівського флоту у віці 14 років і перебував на дійсній службі з 1781 до 1804 року, беручи участь в Американській війні за незалежність, Французькій війні за незалежність та Наполеонівських війнах.
Він служив флаг-капітаном Джона Джервіса, графа Сент-Вінсента, а пізніше флаг-капітаном короля Георга III на його королівській яхті. З 1804 до 1806 року він був комісаром верфі Шернесс, а з 1806 року до своєї смерті в 1828 році — комісаром верфі Портсмута.

## Ранні роки
Ґрей народився у сімейному маєтку Ґреїв, Фаллодон-Голл, Нортамберленд, 10 жовтня 1767 року, був третім сином лейтенант-генерала Чарльза Ґрея, 1-го графа Ґрея, та графині Елізабет Ґрей. Серед його братів і сестер були Чарльз Ґрей, 2-й граф Ґрей, який став прем'єр-міністром Сполученого Королівства та скасував рабство в Британській імперії в 1833 році, лейтенант-генерал сер Генрі Джордж Ґрей, губернатор Капської колонії, та Едвард Ґрей, єпископ Герефорда.

## Морська кар'єра
Ґрей вступив до лав Королівського флоту у віці 14 років. Служив у Вест-Індії та внутрішніх водах з 1781 року. Він був на HMS Resolution під керівництвом капітана лорда Роберта Меннерса у діях адмірала Родні в битві за острови Всіх Святих проти французів 12 квітня 1782 року. Звання 4-го лейтенанта йому надано в 1784 році.

Після звернення Чарльза Ґрея до Джона Пітта, 2-го графа Чатема, в якому він детально описав кар'єру свого сина Джорджа, також лейтенанта флоту, та просив розглянути можливість підвищення, 7 серпня 1793 року його затвердили капітаном корабля «Vesuvius» (1776)/ На початку війни з Францією в 1793 році Ґрей служив на 32-гарматному кораблі "Quebec<i id="mwXQ">»</i>, звідки його підвищили до командира бомбардирського корабля «Vesuvius», а 3 жовтня 1793 року сер Джон Джервіс підняв прапор віце-адмірала Блакитного флоту на кораблі "Boyne<i id="mwZQ">»</i>.
Його флагманським капітаном був син генерала, командувача військами, капітана Джорджа Ґрея, і з того часу він був пов'язаний зі службами свого покровителя та прихильністю до нього до останньої години свого життя.
Об'єднані сили, якими спільно командували Джон Джервіс та батько Ґрея, генерал Чарльз Ґрей, вирушили до Карибського басейну, де захопили французькі колонії Мартиніка, Гваделупа та Сент-Люсія. Згідно з повідомленнями того часу, Чарльз Ґрей наказав 2400 солдатам атакувати форти, що утримувалися французами. Його син, капітан Джордж Ґрей, та капітан Ньюджент часто використовувалися разом з 200 або 400 моряками для переміщення важких гармат, боєприпасів та припасів до військ, а іноді й для штурму ворога під вістрям багнета з метою захоплення території.
Після повернення до британських вод 1 травня 1795 року, під час морських навчань, стоячи на якорі біля Спітгеда, корабель загорівся. Вогонь швидко поширювався, через що бортові гармати почали стріляти по сусідніх кораблях, які намагалися врятувати моряків на борту. Одинадцять членів екіпажу з «Бойна» загинули, а також іще двоє з корабля «Королева Шарлотта», що стояв на якорі неподалік. Якірні троси були згоріли у вогні, корабель дрейфував і зрештою сів на мілину. Потім його довелося підірвати, а буй «Бойна» досі позначає місцезнаходження затонулого корабля біля замку Саутсі біля входу в гавань Портсмута. Аварія сталася перш ніж Джон Джервіс зміг забрати всі свої документи та речі, тому все, що було на борту, пропало. Джорджа Ґрея, капітана, засудив військовий трибунал, але його виправдали, оскільки на час пожежі його не було на борту.

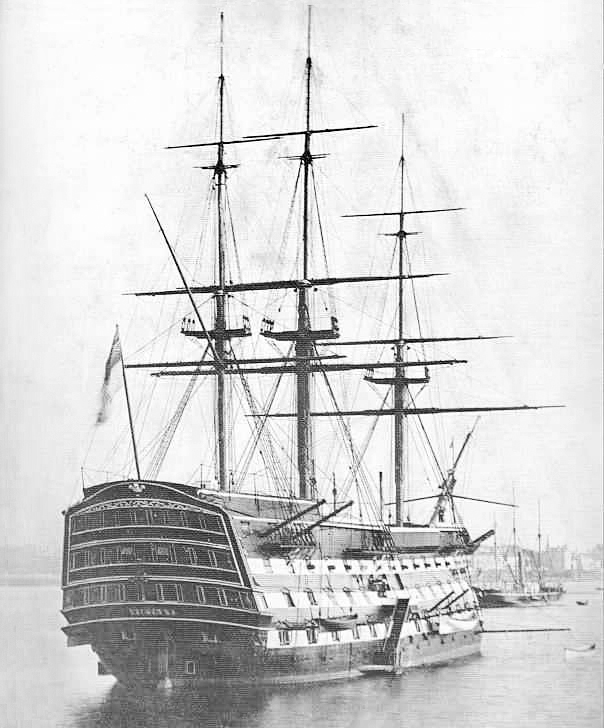
Корабель HMS Victory, яким сер Джордж командував з 1796 до 1797 року

У листопаді 1796 року капітан Ґрей відплив разом з Джоном Джервісом та Робертом Колдером на кораблі HMS <i id="mwkQ">Lively</i>, щоб приєднатися до Середземноморського флоту в Гібралтарі. Адмірал Джервіс підняв свій прапор на HMS «Victory» з двома капітанами: Робертом Колдером як капітаном флоту та капітаном Джорджем Ґреєм як командиром його флагманського корабля. Під час битви біля мису Сент-Вінсент 14 лютого 1797 року, незважаючи на важкий перебіг бою, на HMS Victory загинула лише одна людина, коли морський піхотинець був поранений разом із Джоном Джервісом на юті.
У серпні 1797 року капітан Ґрей отримав командування HMS Ville de Paris, а наступного року, у вересні 1798 року, він змінив Роберта Колдера на посаді капітана та командувача Середземноморського флоту, отримавши наказ від Джорджа Спенсера, 2-го графа Спенсера, першого лорда Адміралтейства, 29 серпня 1798 року.
До червня 1799 року граф Сент-Вінсент надав капітану Ґрею вакантну посаду генерал-ад'ютанта флоту та попросив дозволити йому в супроводі Ґрея плавання додому на «Віль-де-Парі». Послужний список Джорджа Ґрея на посаді генерал-ад'ютанта флоту на кораблях «Арґо» та «Ґер'є» з червня до листопада 1799 року складений Еваном Ніпіном 26 грудня 1801 року.
У квітні 1800 року Джона Джервіса відкликали командувати флотом Ла-Маншу, щоб придушити бунтівний дух екіпажів.
На початку короткого мирного періоду в березні 1801 року Ґрей прийняв командування однією з королівських яхт у Веймуті та після того більше не був на дійсній службі. Родина Ґреїв прожила у Веймуті протягом трьох років його служби королю Георгу III, а ляльковий будиночок, подарований його дочкам королівськими принцесами, експонується у Палаці в К'ю.

### Комісар Адміралтейства
З 1804 до 1806 року капітан Ґрей був комісаром верфі Ширнесс. Під час його перебування там, 23 грудня 1805 року, його офіційна яхта «Чатем» була використана для перевезення труни Гораціо Нельсона з його прапором, приспущеним до щогли, з HMS Victory до лікарні у Ґрінвічі. Там його тіло пролежало до 8 січня 1806 року, перш ніж його перевезли державною баржею до Вайтголла та Адміралтейства для державного похорону.

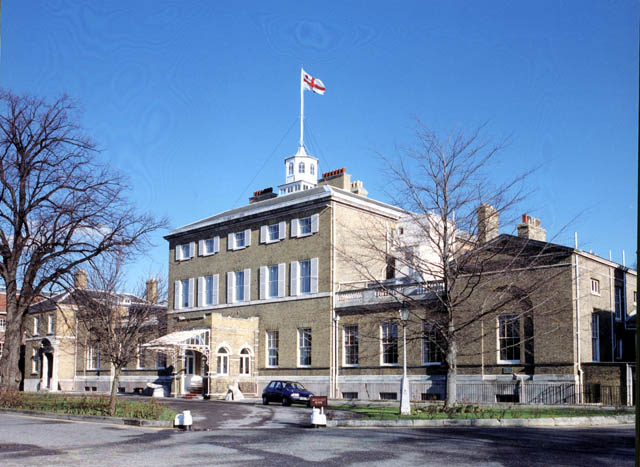
Адміралтейський будинок, Портсмут

У 1806 році Джорджа Ґрея призначили комісаром Портсмутської верфі. Окрім нагляду за змінами у ВМС та верфі, започаткованими лордом Адміралтейства графом Сент-Вінсентом, сер Джордж відігравав важливу адміністративну роль. Деяке його листування з Радою ВМС з 1807 до 1827 року досі зберігається в Національному архіві та стосується робітників, технічного обслуговування та загальної експлуатації верфі, включаючи серйозні аварії. Він також писав до Ради від імені правопорушників, яким загрожувала депортація або смертна кара за їхні злочини.
У 1807 році мер Портсмута Джон Картер разом з олдерменами, міським писарем та коронером прибули до воріт верфі, щоб заявити про право судового розгляду на всій верфі. Джордж Ґрей відмовив їм у в'їзді, доки не отримав гарантій, що вони не претендують на юрисдикцію над територією верфі.
У 1817 році він став президентом Біблійної асоціації Портсмутської докової верфі та разом зі своєю дружиною активно підтримував ініціативу «Місії мореплавців». Його дружина, Мері Вітбред, брала активну участь у піклуванні про сім'ї робітників доків, хворих моряків та сиріт моряків. Вона була першою жінкою, яка активно підтримувала місії моряків, надаючи офіцерам Святе Письмо та інші релігійні матеріали для читання, а також навчаючи їх читати матросам або роздавати матеріали екіпажам у морі. Вона робила це понад 20 років.
У 1814 році під час королівського візиту, ініційованого принцом-регентом (пізніше королем Ґеорґом IV), імператор росії Олександр I, Кетрін, велика княгиня Ольденбурзька, граф Ярмутський та російський посол граф Лівен проживали в резиденції комісара на Портсмутській верфі. 29 липня він був посвячений у лицарі-командори Ордена Лазні.
Сер Джордж підтримував тісну дружбу з адміралом Джоном Джервісом до його смерті в 1823 році.
Окрім роботи комісаром верфі, він також був маршалом віце-адміралтейського суду на Барбадосі, олдерменом Портсмута та віце-президентом Військово-морського біблійного товариства.

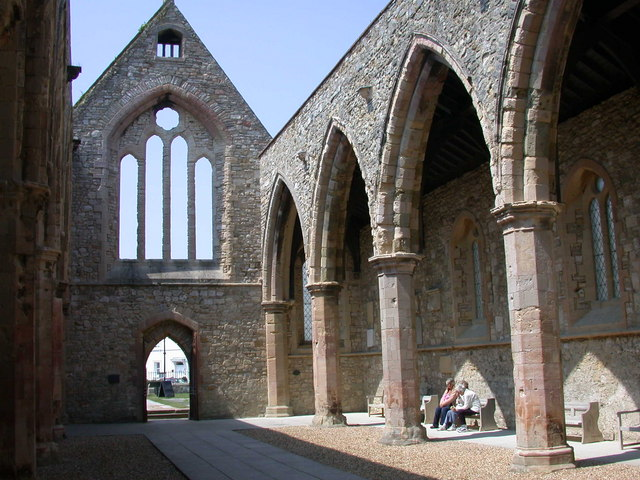
Королівська гарнізонна церква, де похований сер Джордж

## Смерть і похорон
Сер Джордж Ґрей помер у резиденції комісара, Портсмутській верфі, 3 жовтня 1828 року. Газета «Гемпширський телеграф» повідомила про його похорон 13 жовтня 1828 року:
«Останки шановного сера Джорджа Ґрея, барона, були поховані сьогодні вранці в каплиці цього гарнізону, поховання провів преподобний В. С. Дюсалой… Труну з тілом несли адмірал шановний сер Роберт Стопфорд, віце-адмірал сер Гаррі Беррард-Ніл, другий баронет, контр-адмірал Ґіффорд, генерал-майор сер Колін Кемпбелл та капітани Лорінґ і Четам, головні офіцери верфі Його Величності в траурних уборах, а також кілька сотень кораблебудівників та інших ремісників верфі пішки йшли за труною. На Великому параді військові утворили прохід, щоб запобігти перешкодам, і все це було проведено якнайбільш урочисто та вражаюче…»
Його поховали в Королівській гарнізонній церкві в Портсмуті, де в алтарі встановлено меморіальну дошку.

## Баронетство
Сер Джордж Ґрей був посвячений у звання 1-го баронета Ґрея з Феллодона 29 липня 1814 року після візиту союзних королів до Портсмута, а король Ґеорґ IV призначив його лицарем-командором Ордена Лазні (KCB).

## Сім'я

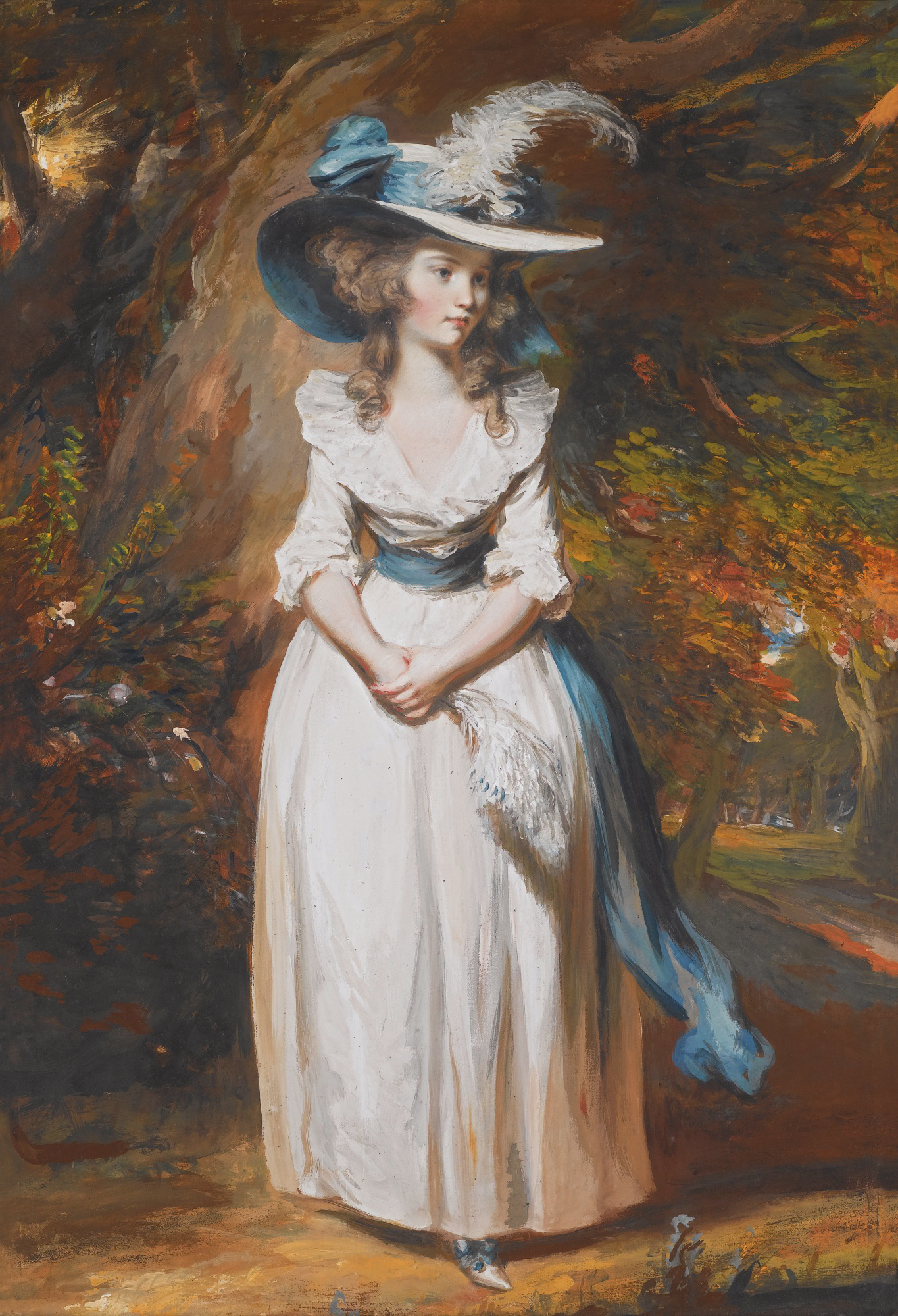
Портрет Мері Вітбред, згодом дружини Ґрея, роботи Деніела Ґарднера, 1783 рік

18 червня 1795 року Джордж Грей одружився з Мері Вітбред з Бедвелл-Парку в Гартфордширі, дочкою пивовара Семюеля Вітбреда та леді Мері Корнволліс, сестрою Чарльза Корнволліса, 1-го маркіза Корнволліса. Брат Мері, Семюел Вітбред, англійський політик, був одружений з Елізабет Ґрей, старшою дочкою Чарльза Ґрея 1-го графа Ґрея, та сестрою Джорджа Ґрея.
У Джорджа Ґрея та Мері Вітбред народилися діти:
- Мері Ґрей (1796—1863), яка вперше вийшла заміж за капітана Королівського флоту Томаса Монка Мейсона у 1823 році, з яким у неї було семеро дітей, зокрема Мері Ґрей, бабусю Джессі Мері Ґрей з Леді-стріт. Вона повторно вийшла заміж за Генрі Ґрея у 1840 році.
- Високоповажний сер Джордж Ґрей, 2-й баронет, член парламенту (1799—1882), народився на Гібралтарі, обіймав посаду міністра внутрішніх справ між 1846 і 1866 роками. Він одружився з Анною Софією Райдер і мав сина, підполковника Джорджа Генрі Ґрея (1835—1874).
- Елізабет Ґрей (1800—1818), яка вийшла заміж за Чарльза Ноеля, 1-го графа Ґейнсборо, і померла після народження їхнього сина, Чарльза Джорджа Ноеля, 2-го графа Ґейнсборо.
- Гаррієт Керолайн Августа Ґрей (1802—1889), яка вийшла заміж за преподобного Джона Саймона Дженкінсона та мала шістьох дітей.
- Ганна Джин Ґрей (1803—1829) вийшла заміж за сера Генрі Томпсона, 3-го баронета Віркіса (1796—1838), і померла невдовзі після народження їхньої дочки Ганни Джейн Томпсон.
- Джейн Берінґ, баронеса Нортбрук (1804—1838), вийшла заміж за Френсіса Берінґа, 1-го барона Нортбрука (онука сера Френсіса Берінґа, 1-го баронета, засновника банку Barings), і мала п'ятьох дітей.
- Шарлотта Ґрей (1805—1814).
- Чарльз Семюел Ґрей (1811—1860) одружився спочатку з Лорою Мері Елтон (померла 1848 року), дочкою сера Чарльза А. Елтона, від якої у нього було п'ятеро дітей, а потім з Маргарет Дайсарт Гантер, дочкою генерала сера Мартіна Гантера, у 1850 році, від якої у нього було ще п'ятеро дітей. Він обіймав посаду скарбника державної служби в Ірландії[6].
- Син, який помер у дитинстві 1814 року.

Нащадками сера Джорджа є: Едвард Ґрей, 1-й віконт Ґрей з Феллодона Томас Берінґ, 1-й граф Нортбрук Френсіс Берінґ, 2-й граф Нортбрук, 2-й, 3-й, 4-й, 5-й та 6-й графи Ґ4ейнсборо, сер Пітер Кертіс, 6-й баронет, адмірал Френсіс Джордж Кірбі, підполковник Норборн Кірбі, Джессі, Леді Стріт, полковник сер Лоренс Стріт та командор Александер Стріт.